# Erich Fuchs (członek SS)
Erich Fuchs (ur. 9 kwietnia 1902 w Berlinie, zm. 25 lipca 1980 w Koblencji) – niemiecki mechanik, SS-Scharführer, uczestnik akcji T4, członek personelu obozów zagłady w Bełżcu, Sobiborze i Treblince, w których odpowiadał przede wszystkim za instalację silników w komorach gazowych. Został skazany w procesie załogi Sobiboru na karę 4 lat więzienia.

## Życiorys
Urodził się w Berlinie. Po ukończeniu szkoły podstawowej podjął pracę jako mechanik samochodowy. W momencie przejęcia władzy w Niemczech przez nazistów był zatrudniony jako szofer w wydawnictwie Ullstein Verlag, które należało do żydowskiej rodziny Ullsteinów. W maju 1933 roku wstąpił do NSDAP i SA. Według Chrisa Webba uczynił to pod naciskiem przełożonych, niedługo po tym, jak wydawnictwo uległo „aryzacji”. Jego była żona twierdziła natomiast, że jeszcze przed wojną Fuchs posiadał zdecydowanie antysemickie poglądy.
Latem 1941 roku został przydzielony do personelu akcji T4, czyli tajnego programu eksterminacji osób psychicznie chorych i niepełnosprawnych umysłowo. Służył w „ośrodkach eutanazji” w Brandenburgu i Bernburgu. Był kierowcą doktora Irmfrieda Eberla – kierownika medycznego tych ośrodków, późniejszego komendanta obozu zagłady w Treblince. Pewnego razu w charakterze „widza” uczestniczył w zagazowaniu 50 pacjentów.
Jako jeden z pierwszych weteranów akcji T4 został przeniesiony do okupowanej Polski, aby wziąć udział w eksterminacji Żydów. W styczniu 1942 roku wraz z grupą pracowników ośrodka w Bernburgu został wysłany do Bełżca w dystrykcie lubelskim, gdzie w tym czasie był budowany pierwszy obóz zagłady w Generalnym Gubernatorstwie. Otrzymał jednocześnie stopień SS-Scharführera. Jednym z pierwszych zadań, które powierzył mu komendant Christian Wirth, było zainstalowanie dysz prysznicowych na sufitach komór gazowych. Miało to na celu ich upozorowanie na łaźnie kąpielowe. Po wojnie Fuchs utrzymywał, że nie był świadomy tego faktu, stąd głośno zaprotestował, wskazując, że instalacja dysz jest niemożliwa, gdyż w budynku brakuje rur doprowadzających wodę. Ten sprzeciw miał jakoby wprawić Wirtha w taką wściekłość, że uderzył Fuchsa pejczem, po czym polecił go rozstrzelać za niewykonanie rozkazu. Johann Niemann i Erwin Fichtner, którzy byli świadkami tej sceny, mieli odwieść komendanta od tego drastycznego rozkazu. Fuchs twierdził, że po tym incydencie napisał skargę do centrali akcji T4, list został jednak skonfiskowany przez Wirtha i nigdy nie dotarł do adresatów. 
W kolejnych tygodniach Fuchs pracował jako kierowca ciężarówki, którą dostarczano do obozu materiały budowlane. W kwietniu 1942 roku na rozkaz Wirtha udał się do Lwowa. Zabrał stamtąd zdobyczny sowiecki silnik, który zawiózł następnie do nowo powstającego obozu zagłady w Sobiborze. Spaliny wytwarzane przez to urządzenie miały służyć do mordowania ofiar w komorach gazowych. Fuchs zainstalował silnik przy pomocy Ericha Bauera, po czym wziął udział w próbnym zagazowaniu kilkudziesięciu żydowskich kobiet. W Sobiborze przebywał jeszcze przez kilka tygodni, uczestnicząc w gazowaniu ofiar i udzielając Bauerowi instrukcji w tym zakresie.
Nieco później został wysłany do nowo powstającego obozu zagłady w Treblince, gdzie spędził trzy lub cztery miesiące. Twierdził, że jego głównym zadaniem było zainstalowanie generatora, który zaopatrywał obóz w energię elektryczną. Powrócił następnie do Bełżca, gdzie przebywał do grudnia 1942 roku, po czym – jak podaje Michael Bryant – został ponownie przeniesiony do Treblinki.
W międzyczasie zdołał uzyskać zwolnienie z personelu akcji T4 i akcji „Reinhardt”. Na początku 1943 roku podjął pracę w firmie naftowej Ostland―Öl-Vertriebsgesellschaft, której siedziba znajdowała się w okupowanej Rydze. Później miał pracować w jeszcze jednej niemieckiej instytucji niezwiązanej z Zagładą Żydów. W lutym 1945 roku został wcielony do jednostki transportowej Waffen-SS. Miesiąc później został ranny w nalocie lotniczym. Pod koniec wojny znalazł się w sowieckiej, a następnie w amerykańskiej niewoli. Po zwolnieniu z obozu jenieckiego przez pewien czas pracował dla armii brytyjskiej jako kierowca i mechanik samochodowy. W kolejnych latach imał się różnych zajęć, m.in. pracował jako niewykwalifikowany robotnik, ślusarz, wreszcie jako inspektor samochodowy w Koblencji.
Był jednym z ośmiu byłych esesmanów sądzonych w procesie załogi Bełżca. Został aresztowany w kwietniu 1963 roku. Cztery miesiące później zachodnioniemiecka prokuratura postawiła mu zarzut pomocnictwa w zamordowaniu co najmniej 90 tys. Żydów. Podobnie jak pozostali oskarżeni nie zaprzeczał swojemu udziałowi w Zagładzie, twierdził natomiast, że działał pod przymusem, nie mając możliwości sprzeciwienia się rozkazom przełożonych lub uzyskania przeniesienia z Bełżca. Argumenty te zostały zaakceptowane przez sąd krajowy w Monachium, który postanowieniem z 30 stycznia 1964 roku umorzył postępowanie przeciwko Fuchsowi i sześciu innym oskarżonym. 
Niedługo później Fuchs ponownie stanął przed sądem, tym razem jako oskarżony w procesie załogi Sobiboru. Akt oskarżenia przeciwko niemu i jedenastu innym esesmanom został wniesiony 30 czerwca 1964 roku. Postawiono mu zarzut współudziału w zamordowaniu co najmniej 3600 Żydów. W sierpniu 1966 roku został z przyczyn formalnych wyłączony z głównego postępowania. Wyrokiem sądu krajowego w Hagen z 20 grudnia 1966 roku został uznany winnym współudziału w zamordowaniu co najmniej 79 tys. Żydów i skazany na karę 4 lat pozbawienia wolności.
Po wyjściu z więzienia powrócił do Koblencji. Zmarł w lipcu 1980 roku.